# Поклоніння Святій Трійці
«Поклоніння Святій Трійці» або «Вівтар Ландауер» (нім. Allerheiligenbild, Landauer Altar) — картина Альбрехта Дюрера, виконана в 1511 році. Знаходиться у віденському Музеї історії мистецтв.

## Історія створення
Вівтарний образ був замовлений заможним нюрнберзьким купцем Матіасом Ландауером для капели Всіх Святих в будинку Дванадцяти братів (нім. Zwölfbrüderhaus). Цей притулок для престарілих ремісників був створений Ландауером; його мешканці повинні були щодня молитися про спасіння душі засновника і як винагороду отримували дах над головою, одяг і їжу. Сам Ландауер також став одним з перших мешканців будинку Дванадцяти братів в 1510 році.
Вівтарний образ був замовлений в 1508 році, однак виконаний лише через три роки.

## Сюжет

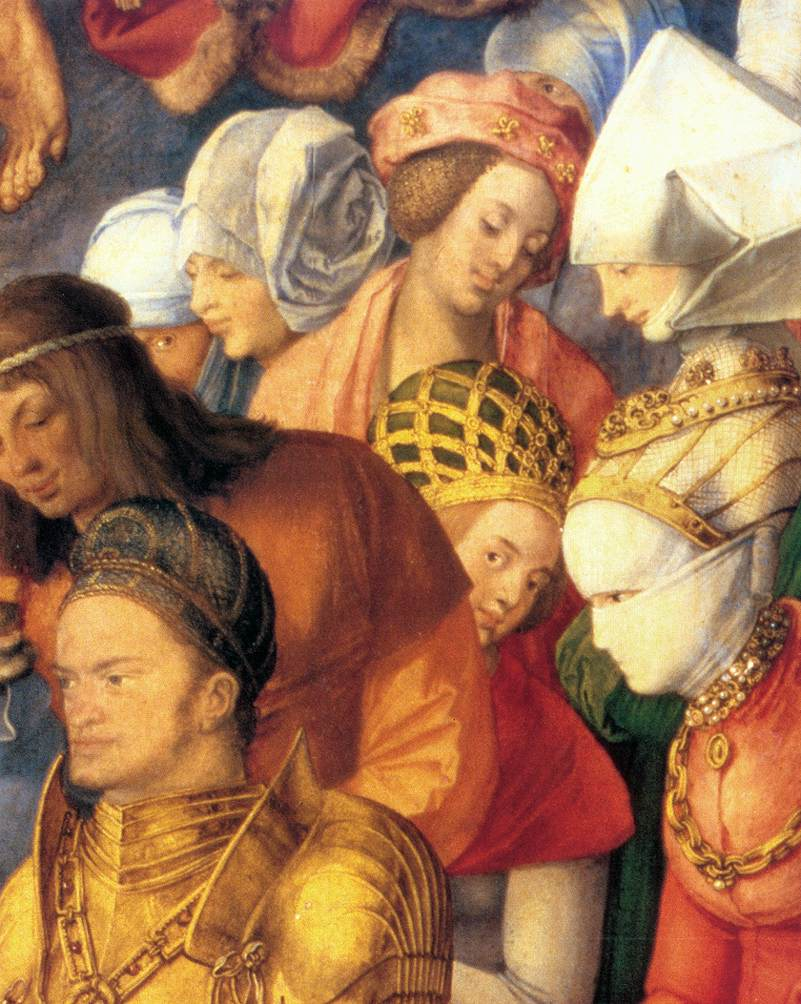
Фрагмент із королевою, закритою вуаллю.

Вівтар не має традиційних наприкінці XV — початку XVI століть у Німеччині стулок (бічних крил). Він був вставлений в багату різьблену раму (або портал, також розроблений Дюрером): у верхній частині обрамлення представлена сцена Страшного Суду, внизу — герби донатора. Малюнок 1508 року показує, що портал з самого початку був частиною вівтарного образу. Колір порталу, виконаного невідомим нюрнберзьким різьбярем, був, ймовірно, спеціально підібраний до картини. Дюрер розробив його в ренесансному стилі з об'ємними колонами, що підтримують фронтон арки. Капела в Будинку Дванадцяти братів — найбільш ранній приклад діяльності Дюрера як художника-декоратора. Вівтарна картина, різьблений портал та оформлення вікон капели складали єдиний за задумом комплекс.
Вівтар відображає бачення Граду Божого (лат. De Civitate Dei) після Страшного Суду, згідно з описом Августина в трактаті «Про Град Божий». Художник поєднав всі досягнення німецького та італійського живопису в зображенні Трійці, що оточена сонмом святих на чолі з Дівою Марією і Іваном Хрестителем. Центральна вісь композиції — розп'яття, підтримуване Богом-Отцем, над усім у вигляді голуба ширяє Святий Дух. Серед святих і героїв Старого Заповіту художник помістив портрети реальних людей. Старий у темному плащі, що схилив коліна в молитві, — Матіас Ландауер. За безліч людських типів, що представлені в «Поклонінні Святій Трійці», цей твір Дюрера було названо «шекспірівською галереєю».
Нижня частина композиції представляє вид озера серед пагорбів, ймовірно виконаних Дюрером під впливом пейзажів Альбрехта Альтдорфера і Йоахима Патиніра. Можливо, що це озеро Гарда, яким художник захоплювався під час своєї поїздки до Венеції.
Праворуч внизу Дюрер зобразив себе біля картуша з латинським написом Albertus Durer Noricus faciebat anno a Virginis partu 1511 (Альбрехт Дюрер з Нюрнберга створив це в 1511 році після народження Діви). У біографії Дюрера Йоганн Конрад Еберлайн зазначає: «Поява художника як земного свідка подій, що розгортаються, сприяє об'єктивації багатопланового візіонерського змісту твору».

## Подальша доля картини

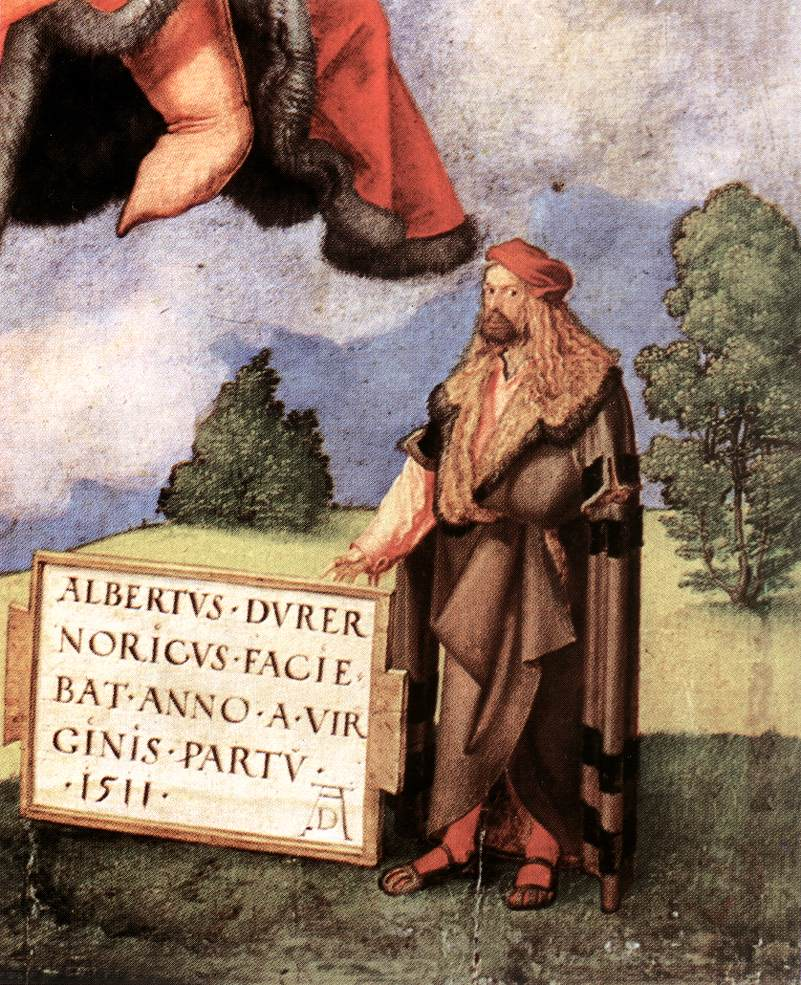
Фрагмент із автопортретом Дюрера і підписом.

У 1585 році, коли Рудольф II придбав картину Дюрера, рама вівтаря залишилася в Нюрнберзі, в теперішній час вона знаходиться в Німецькому національному музеї. У Відні вівтарний образ експонується в сучасній копії оригінального обрамлення.